# Los héroes del norte
Los héroes del norte es una serie musical con comedia de situación las aventuras de una banda de música grupera, creada por Gustavo Loza y producción independiente de Adicta Films para Televisa. Fue protagonizada por los actores Miguel Rodarte, Humberto Busto, Armando Hernández, Andrés Almeida, Marius Biegai, Karla Souza y María Aura.
Se estrenó por primera vez el 20 de septiembre de 2010 por Bandamax.

## Argumento
La serie habla del fenómeno grupero, a través del grupo ficticio llamado Los héroes del norte, desde sus inicios, la consolidación, pasando por triunfos y fracasos, así como todos los problemas, tanto legales, económicos y personales, que sufrieron durante su etapa musical.
«Lo intentamos» (en realidad compuesta por Espinoza Paz), según en la historia, es la canción que marcaría el inicio al estrellato del grupo. Ellos no imaginarían lo que lograrían alcanzar interpretando la canción con un estilo muy original. Fue un gran éxito en las estaciones de radio gruperas en el año 2009, tanto en México como en a nivel internacional. Durante la primera entrega de Premios Bandamax, Paz acredito a Zacarías, el vocalista de la banda, como el compositor de su tema.

## Reparto

### Principales
- Miguel Rodarte como Juan Filogonio «Zacarías III»
- Humberto Busto como Jesus «Apolinar» Caborca
- Armando Hernández como Faquir
- Andrés Almeida como Emeterio «el Botarga»
- Marius Biegai como Freidreich «el Menonita»
- María Aura como Margaret (Márgara)
- Patricia Reyes Spíndola como Doña Olegaria de la Rosa
- Ignacio Guadalupe como Procopio Meléndez
- Greta Cervantes como Perla Alhelí
- Karla Souza como Prisca

### Secundarios y actuaciones especiales
- Joaquín Cosio como Hassan.
- Fabiola Campomanes como Ignacia "La comadre".
- Adrián Uribe como "El Junior".
- Aislinn Derbez como "Natasha"
- Jesús Ochoa como "El Comandante" (Temporada 1)
- Lilia Ortega como La Abuela del "Botarga".
- Maricarmen Ruíz como "La Menonita".
- Valeria Ciangherotti como Esperanza.
- Alejandro Calva como Pascacio Bernal "El Trácalas".
- Fidel Zerda como Fidel.
- Luz Treviño como Yareli.
- Martina Franz como Annika Larsson.
- Mario Zaragoza como Don Damasco.
- Alfonso Zayas como Don Eustaquio.
- Eduardo España como El Gallo.
- Omar Chaparro como Roger de los Santos.
- Lis Vega como Eva "Esposa de El Junior".
- Ricardo Hill como Joaquín lo que nos diga El Teacher
- Vanessa Huppenkothen como La Reportera
- Carmen Salinas como La presidenta de Oaxaca.
- Katerine Ricardo como Caridad
- Juan “El Gallo” Calderón.
- Manuel “El Loco” Valdés como Don Alubio "Padre del Junior"
- Salvador Zerboni.
- La Chicuela.
- Yurem Rojas.
- Alberto Rojas.
- Emir Pabón.
- Susana González.
- Roberto Palazuelos.
- José Manuel Figueroa.
- Galilea Montijo.
- Johnny Laboriel.
- Ninel Conde.
- Mariana Seoane
- Wanda Seux como la Viuda de Don Eustaquio.
- Ariel Miramontes como Albertano.
- Takahiro Murokawa como Yoti Kojo.
- Jenni Rivera
- Laura Bozzo
- Patrulla 81
- Moderatto
- Los Huracanes del Norte
- Banda El Recodo
- La Original Banda El Limón
- Saúl "El Jaguar" Alarcón
- Facundo
- Germán Montero
- Reynaldo Rossano
- Víctimas del Doctor Cerebro
- Los Ángeles Azules
- 3BallMTY
- Banda Los Recoditos
- El Bebeto
- Intocable

## Producción
En 2009, Adicta Films presentó el episodio piloto a Televisa el cual se rodó en Acaxiloco (Cuetzalan del Progreso), Tehuacán, Ajalpan, Altepexi y Zapotitlán Salinas en el Estado de Puebla. En 2010, Televisa le da luz verde y el 19 de agosto de este mismo año comenzaron a filmar en San Luis Potosí durante cuatro meses y una semana, siendo la única serie que producirá Televisa este año. Se usa la nueva cámara RED. El secretario de Turismo de San Luis Potosí, Enrique Abud comentó que luego de cinco semanas de trabajo en territorio potosino y la contratación de servicios diversos para la producción dejaron una derrama aproximada de dos millones de pesos beneficiando principalmente al sector hotelero, restaurantero y directamente a los municipios de Matehuala, Real de Catorce, Cedral y Vanegas. La idea surgió hace tiempo cuando Loza tuvo la oportunidad de asistir a los bailes gruperos y confirmó que este tipo de fiesta es un verdadero fenómeno, pues atrae a una gran masa de personas. Para la segunda temporada, la producción decidió grabar en otras ciudades de otros países como por ejemplo, en Los Ángeles, California y también en México como serían las ciudades como en Tijuana, Chihuahua e igual, en México, D.F., también se pensaba en filmar en Marruecos, en el continente africano, pero fue descartado debido a conflictos y el racismo en que actualmente hay en esos lugares. Curiosamente, los integrantes del elenco han estado dando conciertos y presentaciones en varias ciudades de México. Su primera presentación se dio en la ciudad de Oaxaca en los días 15 y 16 de marzo de 2012.

## Críticas
- En el episodio 14 Un héroe chapín de la segunda temporada donde se descubre que Apolinar Caborca (Humberto Busto) se llamaba Jesús Azael Prieto de la Colina y era presuntamente guatemalteco de Chichicastenango, Márgara (María Aura) habló de una forma despectiva hacia ese país y en particular hacia Ricardo Arjona al considerarlo como "cantor de camiones" y "mendigo chapín", lo cual género críticas y protestas en Guatemala al extremo de solicitar el veto a todos las producciones de Televisa que se transmiten por televisión abierta y en cable.
- Curiosamente, la Procuraduría General de Justicia del DF suspendió el rodaje de la serie debido a que la serie puso otro tipo de siglas basadas en lo que es la PGR y la SIEDO, ya que fueron cambiadas como "PPR" o "SIEGO", lo que fue calificado como "detalles".[7]
- Es probable que se haya descuidado algo sobre el vestuario, en varios capítulos de la serie, se dio un escaparate sobre las actrices que salían en traje de baño, o cuando inició la serie, la actriz Luz Treviño que interpreta a "Yareli" bailaba en "el tubo" en "poca ropa".

## Premios y nominaciones

### Premios TVyNovelas
| Año  | Categoría                   | Persona      | Resultado |
| ---- | --------------------------- | ------------ | --------- |
| 2013 | Mejor serie hecha en México | Gustavo Loza | Ganadora  |
| 2012 | Mejor serie hecha en México | Gustavo Loza | Ganadora  |